# Bailliage et sénéchaussée
Pour les articles homonymes, voir Baillie.
Sous l’Ancien Régime, le « bailliage » ou la « sénéchaussée » (autrefois aussi écrit seneschaucie) désigne à la fois une entité territoriale (circonscription administrative, financière et judiciaire) et la charge d'officier de bailli qui y est liée. Le premier terme est plus fréquent dans le Nord, et le second dans le Midi et l'Ouest.
Sur le plan judiciaire, la sénéchaussée possédait une barre (tribunal royal) qui jugeait en première instance les vassaux du proche-fief (vassal dépendant directement du roi) du roi et en appel pour ceux qui dépendaient des juridictions seigneuriales ; le premier juge portait le  titre de sénéchal, le second d'alloué, le troisième de lieutenant.

## Vocabulaires régionaux
Le terme de « bailliage » était plus fréquent dans le Nord de la France et en Belgique francophone (langue d'oïl) avec quelques exceptions notables, comme l'Artois, le Boulonnais, Ponthieu, qui étaient qualifiés de sénéchaussées. 
Le mot « sénéchaussée » était utilisé dans le Midi (en particulier dans le Languedoc), mais aussi en Normandie. L'Anjou, la Bretagne, le Maine et la Touraine étaient aussi pourvus de sénéchaux. Par la suite, l'Anjou, le Maine et la Touraine utilisèrent également le terme de « bailliage » pour désigner l'entité territoriale de la sénéchaussée.
Le terme de « gouvernance » s’utilisait en Flandres et en Artois (gouvernance de Lille, gouvernance de Douai et gouvernance d’Arras), mais elle ne doit pas être confondue avec les « gouvernements », qui étaient des circonscriptions militaires dirigées par un gouverneur.
En néerlandais, l'équivalent est Meierij,; en allemand, Ballei, Bellistum, ou encore Amt (de).

## Étymologie et historique
Le mot « bailliage » a succédé vers le XIIIe siècle à l’ancien français « baillie » (latin médiéval : baillia), qui était une circonscription fiscale où s’exerçait le pouvoir d’un bailli, représentant des princes féodaux, comme le duc de Normandie. À partir de Philippe II Auguste, chaque partie du domaine royal a été découpée en bailliages plus ou moins étendus.
Le bailliage était à son tour subdivisé en prévôtés royales avec à leur tête un prévôt nommé et payé par le bailli, en vicomtés comme en Normandie, avec un vicomte, fonctionnaire public parfois roturier ou encore en Châtellenie comme en Bourgogne, au château de Brancion, par exemple, au XIIIe siècle.
La cour ou tribunal du bailliage était présidée par le juge-mage, ou lieutenant général du bailli. Elle jugeait en première instance certaines affaires criminelles ou dans lesquelles des membres de la noblesse étaient en cause, et en appel les sentences des juridictions inférieures. Les décisions de ces tribunaux pouvaient faire l’objet d’un appel devant le Parlement dont relevait le bailliage.
Créées à la fin du XIIe siècle, ces institutions, qui étaient plusieurs centaines à la fin du XVIIIe siècle, n’avaient plus qu’un rôle judiciaire, ayant perdu de leur importance ancienne face aux gouvernements et surtout aux généralités et intendances.
Au XVIe siècle, quelques bailliages sont devenus des bailliages présidiaux sous Henri II. Parallèlement, l’appellation de baillie a été supprimée en Provence, les 15 baillies étant appelées « vigueries » après 1540 dans cette province.

## Fonction
Elle s'est divisée en deux fonctions : 
1. le bailli de robe courte : il conservait les attributions militaires, en particulier le pouvoir de réunir le ban et l'arrière-ban, de recevoir les hommages pour le comte ou le vicomte. Le bailli de robe courte était toujours noble ;
2. le bailli de robe longue : il conservait les attributions judiciaires et fiscales. Le bailli de robe longue pouvait ne pas être issu de la noblesse.

## France: les bailliages électoraux de 1789
À la veille de la Révolution, ce fut sur la base de ce découpage que furent établies les circonscriptions électorales pour élire les représentants aux États généraux et rédiger les cahiers de doléances.
Un édit royal du 24 janvier 1789 divisa la France en plus de 400 bailliages électoraux, qui formèrent les circonscriptions électorales. 
Il exista des bailliages électoraux principaux députant directement, mais la plupart ayant des bailliages secondaires dont les élus ne députaient que par l’intermédiaire des premiers.

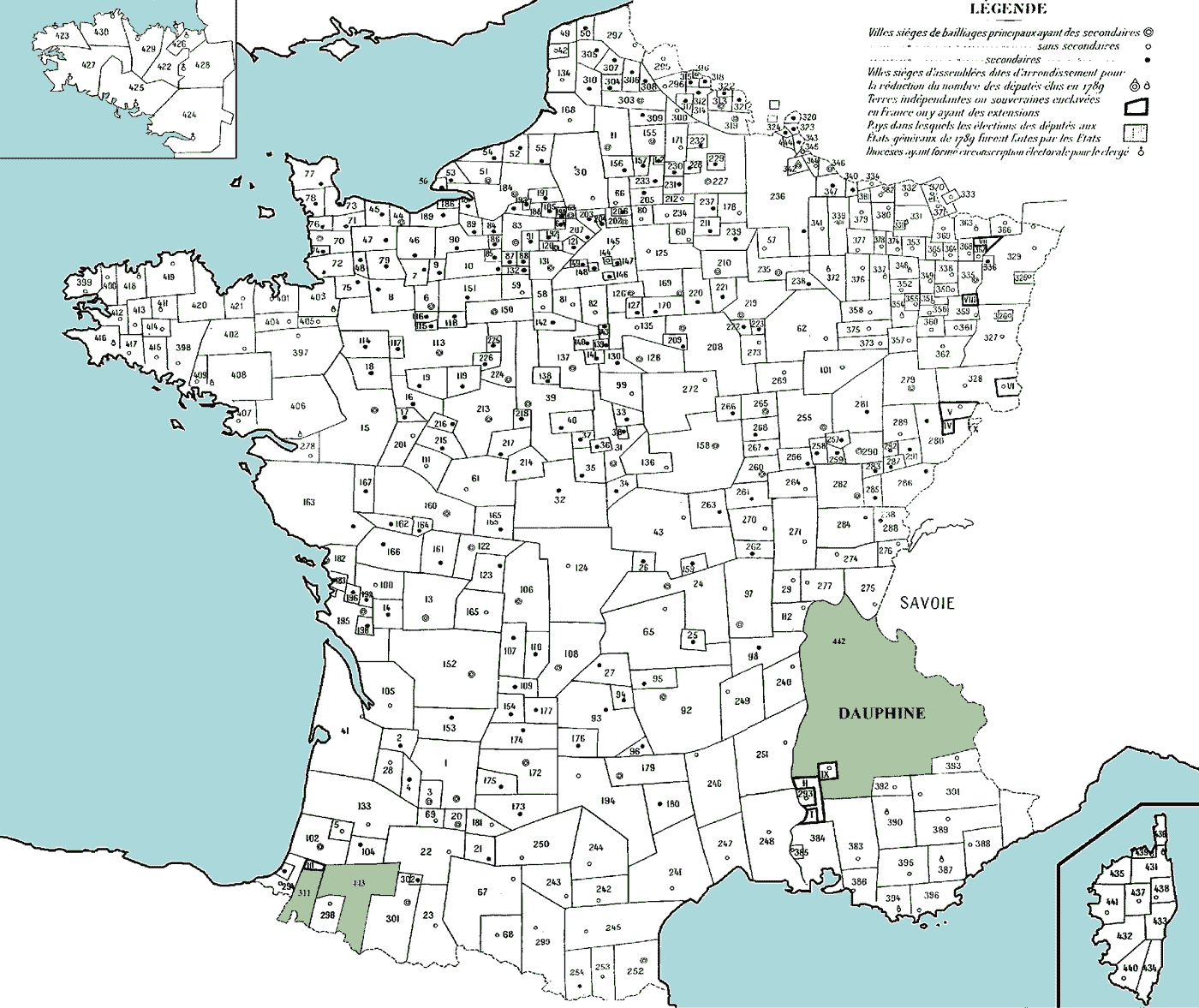
France divisée en bailliages ou sénéchaussées (ou juridictions assimilées) ayant formé unité électorale pour la convocation des États-Généraux de 1789.

Carte des sénéchaussées de l'ancienne province d'Anjou.

### Première Série - Bailliages qui ont fait l'objet du règlement royal du 24 janvier 1789
1 Agen, 2 Castelmoron, 3 Nérac, 4 Casteljaloux, 5 Tartas, 6 Alençon, 7 Argentan, 8 Domfront, 9 Exmes, 10 Verneuil, 11 Amiens, 12 Ham, 13 Angoulême, 14 Cognac, 15 Angers, 16 Baugé, 17 Beaufort, 18 Château-Gontier, 19 La Flèche, 20 Lectoure, 21 Isle-Jourdain, 22 Auch, 23 Quatre-Vallées, 24 Riom, 25 Usson, 26 Montaigut, 27 Salers, 28 Bazas, 29 Villefranche-de-Beaujolais, 30 Beauvais, 31 Bourges, 32 Châteauroux, 33 Concressault, 34 Dun-le-Roi, 35 Issoudun, 36 Mehun-sur-Yèvre, 37 Vierzon, 38 Henrichemont, 39 Blois, 40 Romorantin, 41 Bordeaux, 42 Boulogne, 43 Moulins, 44 Caen, 45 Bayeux, 46 Falaise, 47 Thorigny, 48 Vire, 49 Calais, 50 Ardres, 51 Caudebec, 52 Arques à Dieppe, 53 Montivilliers, 54 Cany, 55 Neufchatel, 56 Le Havre, 57 Châlons-sur-Marne, 58 Chartres, 59 Châteauneuf-en-Thymerais, 60 Château-Thierry, 61 Châtellerault, 62 Chaumont-en-Bassigny, 63 Chaumont-en-Vexin, 64 Magny, 65 Clermont-Ferrand, 66 Clermont-en-Beauvoisis, 67 Muret (comté de Comminges), 68 Saint-Girons (pays de Couserans), 69 Condom, 70 Coutances, 71 Saint-Lô, 72 Avranches, 73 Carentan, 74 Cérences, 75 Mortain, 76 Saint-Sauveur-Lendelin, 77 Valognes, 78 Saint-Sauveur-le-Vicomte, 79 Tinchebray, 80 Crépy-en-Valois, 81 Dourdan, 82 Étampes, 83 Évreux, 84 Beaumont-le-Roger, 85 Conches, 86 Breteuil, 87 Gy (Ézy), 88 Nonancourt, 89 Bernay, 90 Orbec, 91 Pacy, 92 Saint-Flour, 93 Aurillac, 94 Vic-en-Carladès, 95 Murat, 96 Calvinet, 97 Montbrison, 98 Bourg-Argental, 99 Gien, 100 Saint-Jean-d'Angély, 101 Langres, 102 Dax, 103 Bayonne, 104 Saint-Sever, 105 Libourne, 106 Limoges, 107 Saint-Yrieix, 108 Tulle, 109 Brive, 110 Uzerche, 111 Loudun, 112 Lyon, 113 Le Mans, 114 Laval, 115 Beaumont-le-Vicomte, 116 Fresnay-le-Vicomte, 117 Sainte-Suzanne, 118 Mamers, 119 Château-du-Loir, 120 Mantes, 121 Meulan, 122 Le Dorat, 123 Bellac, 124 Guéret, 125 Meaux, 126 Melun, 127 Moret, 128 Montargis, 129 [Château-Renard], 130 Lorris, 131 Montfort-l'Amaury, 132 Dreux, 133 Mont-de-Marsan, 134 Montreuil-sur-Mer, 135 Nemours, 136 Nevers, 137 Orléans, 138 Beaugency, 139 Bois-Commun, 140 Neuville-aux-Bois, 141 Vitry-aux-Loges, 142 Yenville (Janville), 143 Yèvres-le-Chatel, 144 Paris intra-muros, 145 Paris extra-muros, 146 Choisy-le-Roi, 147 Vincennes, 148 Meudon, 149 Versailles, 150 Bellême, 151 Mortagne, 152 Périgueux, 153 Bergerac, 154 Sarlat, 155 Péronne, 156 Montdidier, 157 Roye, 158 Saint-Pierre-le-Moûtier, 159 Cusset, 160 Poitiers, 161 Civray, 162 Saint-Maixent, 163 Fontenay-le-Comte, 164 Lusignan, 165 Montmorillon, 166 Niort, 167 Vouvant, 168 Abbeville, 169 Provins, 170 Montereau, 171 Saint-Quentin, 172 Cahors, 173 Montauban, 174 Gourdon, 175 Lauzerte, 176 Figeac, 177 Martel, 178 Reims, 179 Rodez, 180 Millau, 181 Rivière-Verdun et pays réunis, 182 La Rochelle, 183 Rochefort-sur-Mer, 184 Rouen, 185 Gisors, 186 Honfleur, 187 Pont-Audemer, 188 Pont-de-l'Arche, 189 Pont-l'Évêque, 190 Andely, 191 Lyons-la-Forêt, 192 Vernon, 193 Charleval, 194 Villefranche-de-Rouergue, 195 Saintes, 196 Tonnay-Charente, 197 Oleron, 198 Pons, 199 Taillebourg, 200 Brouage, 201 Saumur, 202 Senlis, 203 Beaumont-sur-Oise, 204 Chambly, 205 Compiègne, 206 Creil, 207 Pontoise, 208 Sens, 209 Villeneuve-sur-Yonne, 210 Sézanne, 211 Châtillon-sur-Marne, 212 Soissons, 213 Tours, 214 Châtillon-sur-Indre, 215 Chinon, 216 Langeais, 217 Loches, 218 Montrichard, 219 Troyes, 220 Nogent-sur-Seine, 221 Méry-sur-Seine, 222 Rumilly-lès-Vaudes, 223 Virey-sous-Bar, 224 Vendôme, 225 Mondoubleau, 226 Saint-Calais, 227 Laon, 228 La Fère, 229 Marle, 230 Chauny, 231 Coucy, 232 Guise, 233 Noyon, 234 Villers-Cotterêts, 235 Vitry-le-François, 236 Sainte-Menehould, 237 Fismes, 238 Saint-Dizier, 239 Épernay.

### Deuxième Série - Bailliages ou juridictions assimilées sans dérogation au règlement du 24 janvier 1789
Voici les « bailliages ou juridictions assimilées pour lesquels il n'a pas été dérogé par les règlements les concernant aux règles prescrites par le règlement du 24 janvier 1789 » : 

240 Annonay, 241 Béziers, 242 Carcassonne, 243 Castelnaudary, 244 Castres, 245 Limoux, 246 Mende, 247 Montpellier, 248 Nîmes, 249 Le Puy-en-Velay, 250 Toulouse, 251 Villeneuve-de-Berg, 252 Viguerie de Perpignan, 253 Viguerie de Conflent, 254 Viguerie de Cerdagne, 255 Dijon, 256 Beaune, 257 Auxonne, 258 Nuits, 259 Saint-Jean-de-Losne, 260 Autun, 261 Montcenis, 262 Semur-en-Brionnois, 263 Bourbon-Lancy, 264 Châlon-sur-Saône, 265 Semur-en-Auxois, 266 Avallon, 267 Arnay-le-Duc, 268 Saulieu, 269 Châtillon-sur-Seine, 270 Charolles, 271 Mâcon, 272 Auxerre, 273 Bar-sur-Seine, 274 Bourg-en-Bresse, 275 Belley, 276 Gex, 277 Trévoux, 278 Montaigu (marches communes assemblées à), 279 Vesoul, 280 Baume-les-Dames, 281 Gray, 282 Lons-le-Saunier, 283 Arbois, 284 Orgelet, 285 Poligny, 286 Pontarlier, 287 Salins, 288 Saint-Claude, 289 Besançon, 290 Dole, 291 Ornans, 292 Quingey, 293 Viguerie d'Orange, 294 Bailliage d'Ustaritz, 295 Gouvernance de Lille, 296 Gouvernance de Douai, 297 Gouvernance de Bailleul, 298 Mauléon (Pays de Soule), 299 Pamiers (Comté de Foix), 300 Cambrésis, 301 Tarbes (Bigorre), 302 Pays du Rustaing, 303 Arras, 304 Saint-Pol, 305 Saint-Omer, 306 Béthune, 307 Aire, 308 Lens, 309 Bapaume, 310 Hesdin

### Troisième Série - Bailliages ou juridictions avec dérogation au règlement du 24 janvier 1789
Voici les « bailliages ou juridictions pour lesquels il a été dérogé par les règlements les concernant aux règles prescrites par le règlement du 24 janvier 1789 : 
311 Royaume de Navarre, 312 Valenciennes, 313 Le Quesnoy, 314 Prévôté-le-Comte-de-Valenciennes, 315 Saint-Amand, 316 Mortagne, 317 Bouchain, 318 Condé, 319 Avesnes-sur-Helpe, 320 Agimont (ou Givet), 321 Maubeuge, 322 Bavay, 323 Fumay, 324 Revin, 325 Strasbourg (ville de), 326 Schlestadt (les dix villes impériales réunies à), 327 Colmar et Schlestadt (districts réunis de), 328 Belfort et Huningue (districts réunis de), 329 Haguenau et Wissembourg (districts réunis de), 330 Metz (ville de), 331 Metz, 332 Thionville, 333 Sarrelouis, 334 Longwy, 335 Sarrebourg, 336 Phalsbourg, 337 Toul, 338 Vic, 339 Verdun, 340 Marville, 341 Clermont-en-Argonne, 342 Sedan, 343 Château-Regnault, 344 Mouzon, 345 Mohon, 346 Carignan, 347 Montmédy, 348 Nancy, 349 Lunéville, 350 Blâmont, 351 Rozières, 352 Vézelise, 353 Nomeny, 354 Mirecourt, 355 Charmes, 356 Châtel-sur-Moselle, 357 Darney, 358 Neufchâteau, 359 Saint-Dié, 360 Épinal, 361 Bruyères, 362 Remiremont, 363 Sarreguemines, 364 Dieuze, 365 Château-Salins, 366 Bitche, 367 Lixheim, 368 Fenestrange, 369 Boulay, 370 Bouzonville, 371 [Schambourg], 372 Bar, 373 La Marche, 374 Pont-à-Mousson, 375 Bourmont, 376 Commercy, 377 Saint-Mihiel, 378 Thiaucourt, 379 Étain, 380 Briey, 381 Longuyon, 382 Villers-la-Montagne, 383 Aix, 384 Sénéchaussée d'Arles, 385 Arles, 386 Marseille, 387 Draguignan, 388 Grasse, 389 Castellane, 390 Forcalquier, 391 Digne, 392 Sisteron, 393 Barcelonnette, 394 Toulon, 395 Brignoles, 396 Hyères, 397 Rennes, 398 Hennebont, 399 Brest, 400 Lesneven, 401 Dinan, 402 Ploërmel, 403 Fougères, 404 Hédé, 405 Saint-Aubin-du-Cormier, 406 Nantes, 407 Guérande, 408 Vannes, 409 Auray, 410 Rhuys, 411 Carhaix, 412 Châteaulin, 413 Châteauneuf-du-Faou, 414 Gourin, 415 Quimperlé, 416 Quimper, 417 Concarneau, 418 Morlaix, 419 Lannion, 420 Saint-Brieuc, 421 Jugon

### Députations du Clergé
422 Députation du Clergé de Saint-Malo, 423 Députation du Clergé de Saint-Pol-de-Léon, 424 Députation du Clergé de Nantes, 425 Députation du Clergé de Vannes, 426 Députation du Clergé de Dol, 427 Députation du Clergé de Quimper, 428 Députation du Clergé de Rennes, 429 Députation du Clergé de Saint-Brieuc, 430 Députation du Clergé de Tréguier, 431 Bastia, 432 Ajaccio, 433 Aléria, 434 Bonifacio, 435 Calvi, 436 Cap Corse, 437 Corte, 438 La Porta d'Ampugnani, 439 Nebbio, 440 Sartène, 441 Vico, 442 Dauphiné, 443 Béarn

### Principales terres indépendantes ou souveraines enclavées en France
- I - État d'Avignon
- II - Comtat Venaissin
- III - Terre de Bidache
- IV - Seigneurie de Mandeure
- V - Comté de Montbéliard
- VI - Ville de Mulhouse
- VII - Comté de Saar-Verden
- VIII - Principauté de Salm
- IX - Comté de Sault
- X - Seigneurie de Montjoie
- XI - Comté de Créhange
- XII - Comté de Dabo
- XIII - Comté de la Petite-Pierre

## Jersey et Guernesey
Jersey et Guernesey ont encore le statut politique de bailliages. Ce sont en fait deux États qui représentent la partie insulaire de l’ancien duché de Normandie, possessions ou dépendances de la couronne britannique.

## Savoie
Le comté, puis le duché de Savoie fut organisé, sous l'influence anglaise, en bailliages, à partir du XIIIe siècle,, au cours des années 1250-1260.
Le bailli savoyard est « d’abord châtelain du mandement qui fait office de chef-lieu de bailliage », il possède donc la « prééminence militaire et administrative sur ses collègues dans une circonscription groupant un nombre précis de châtellenies ».
Les bailliages regroupent plusieurs châtellenies. Au XIVe siècle, dans l'organisation comtale, on en compte huit : Bresse ; Bugey ; Chablais ; Novalaise ; Savoie ; Val d'Aoste ; Viennois et Val de Suse. Au siècle suivant, leur nombre passe à quinze : Savoie (18 châtellenies) ; Bugey (3 châtellenies) ; Val d’Aoste (5 châtellenies) ; Val de Suse (3 châtellenies) ; Chablais (16 châtellenies) ; Pays de Vaud (environ 8 châtellenies selon les périodes) ; Faucigny (11 châtellenies) ; Bresse (10 châtellenies) ; Pays de Gex ; Valbonnais ; Terre de Provence (comté de Nice et terres nouvelles de Provence) ; Piémont ; Genevois (ancien comté de Genève) ; Novalaise (7 châtellenies) et Viennois (9 châtellenies),.